# Stephen Colletti
Stephen August Colletti (ur. 7 lutego 1986 w Orange County, Kalifornia) – amerykański aktor.

## Życiorys
Znany jest głównie z serialu Laguna Beach emitowanym na antenie MTV, który pokazywał życie bogatych nastolatków z USA. W roku 2004 rozpoczął studia na San Francisco State University, jednak po roku z nich zrezygnował i przeprowadził się do Los Angeles aby zacząć karierę aktora.
Spotykał się z Hayden Panettiere z serialu Herosi. Po ponad rocznym związku zerwali ze sobą. Mierzy 177 cm wzrostu. Jest pół Włochem pół Amerykaninem.

## Wybrana filmografia
- 2014: Status nieznany (Status: Unknown) jako Josh; film TV